# Gebhard Brunhart
Gebhard Brunhart (* 24. März 1869 in Balzers; † 20. Dezember 1958 ebenda) war ein liechtensteinischer Politiker (FBP).

## Biografie
Brunhart war Bürger von Balzers und arbeitete als Landwirt und Wagner. Von 1909 bis 1915 war er Mitglied des Gemeinderates von Balzers. Von 1918 bis 1927 bekleidete er das Amt des Gemeindevorstehers. Er vertrat hierbei die 1918 gegründete Fortschrittliche Bürgerpartei. Des Weiteren war Brunhart von 1928 bis 1932 Regierungsrat-Stellvertreter und sass von 1932 bis 1936 als Abgeordneter im Landtag des Fürstentums Liechtenstein.
1896 heiratete er Anna Maria Büchel. Aus der Ehe gingen acht Kinder hervor. Sein Sohn Louis wurde später ebenfalls Landtagsabgeordneter für die Fortschrittliche Bürgerpartei.